# مشتركة ربيعية
مشتركة ربيعية أو مشتركة أوزارك ( أو بندق الساحرة) (الاسم العلمي: Hamamelis vernalis)، هو نوع من النباتات المُزهرة يتبع فصيلة المشتركات، موطنها هضبة أوزارك في وسط أمريكا الشمالية، في ميزوري وأوكلاهوما وأركنساس. وهي شجيرة نفضية كبيرة يصل ارتفاعها إلى 4 أمتار (13 قدمًا).